# Casablanca (película)
Casablanca es una película estadounidense de drama y romance de 1942 dirigida por Michael Curtiz. Narra un drama romántico en la ciudad marroquí de Casablanca bajo el control del gobierno de Vichy. La película, basada en la obra teatral Everybody Comes to Rick’s (Todos vienen al café de Rick), de Murray Burnett y Joan Alison, está protagonizada por Humphrey Bogart en el papel de Rick Blaine e Ingrid Bergman como Ilsa Lund. El desarrollo se centra en el conflicto de Rick entre —usando las palabras de uno de los personajes— el amor y la virtud: Rick deberá escoger entre su amada Ilsa o hacer lo correcto. Su dilema es ayudarla o no a escapar de Casablanca junto a su esposo, uno de los líderes de la resistencia, para que éste pueda continuar su lucha contra los nazis.
Es una de las películas mejor valoradas de la cinematografía estadounidense, ganadora de varios premios Óscar, incluyendo el de mejor película en 1943. En su tiempo la película tenía todo para destacarse, con actores renombrados y guionistas notables, sin embargo ninguno de los involucrados en su producción esperaba que este pudiese ser algo fuera de lo normal. Se trataba de una de las docenas de producciones anuales de la maquinaria hollywoodiense. Casablanca tuvo un sólido inicio pero no espectacular y, sin embargo, fue ganando popularidad año a año y fue colocándose siempre en los primeros lugares de las listas de mejores películas. La crítica ha alabado las actuaciones carismáticas de Bogart y Bergman y la química entre ellos, así como la profundidad de las caracterizaciones, la intensidad de la dirección, el ingenio del guion y el impacto emocional de la obra en su conjunto.

## Producción

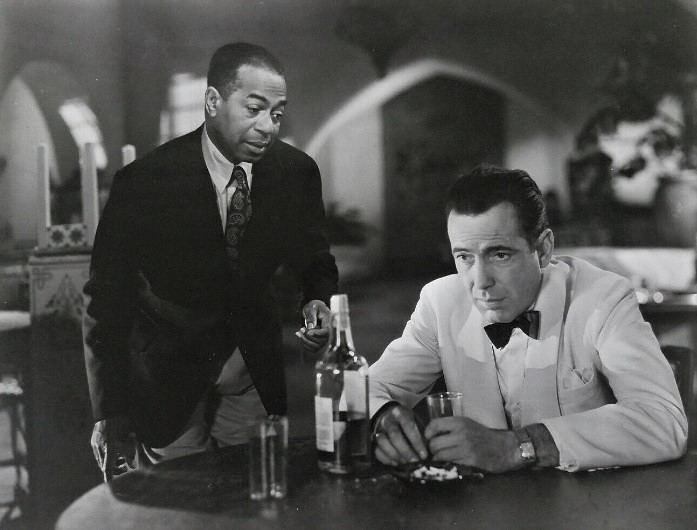
Fotograma de la película Casablanca (1942), una de las películas más representativas del cine clásico de Hollywood, cuya época abarcaría aproximadamente desde la década de 1910 hasta los años 1960.

Casablanca se basa en la obra teatral Todos vienen al café de Rick, de Murray Burnett y Joan Alison, que nunca fue puesta en escena.
Cuando el especialista en análisis literario de la Warner Brothers Stephen Karnot leyó la obra, la calificó como una «tontería sofisticada»; no obstante, le dio el visto bueno. Enseguida la editora encargada de los guiones, Irene Diamond, convenció al productor Hal B. Wallis para que comprara los derechos por 20 000 dólares estadounidenses de la época, el precio más alto jamás pagado por una obra teatral que no hubiese sido puesta en escena.
El proyecto cinematográfico rebautizó la obra como Casablanca, quizás intentando imitar el éxito de la película de 1938 Argel.Así pues, el rodaje comenzó el 25 de mayo de 1942 y finalizó el 3 de agosto del mismo año, alcanzando un coste de producción de 1 039 000 dólares (75 000 por encima del presupuesto). El costo no fue alto, pero sí superior al promedio de su tiempo.
La película se rodó en estudios, excepto una secuencia en la que se muestra la llegada del mayor Strasser, que se realizó en el aeropuerto Van Nuys. La escenografía de la calle usada para las escenas del exterior había sido construida para otro película, The Desert Song, y tuvo que ser redecorada para los flashback de París. Dicho escenario permaneció en los almacenes de la Warner hasta los años 1960. El set para el Café de Rick fue construido en tres partes inconexas, por lo que no se podría determinar en trazado lo que sería su planta. De hecho, en una escena se hace pasar la cámara a través de una pared desde el área del café hacia el interior de la oficina de Rick. El fondo de la escena final, el cual muestra un avión pequeño modelo L-12 Electra Junior de la compañía Lockheed con personal caminando alrededor, fue armado usando figurantes de baja estatura y un avión de cartón dibujado a escala. Se usó humo, simulando neblina, para cubrir la apariencia poco convincente del modelo.
El crítico de cine Roger Ebert calificó a Wallis como la «clave del equipo creativo» por la atención que puso a los detalles de producción (hasta el punto de haber insistido en tener un loro de verdad en el bar del loro azul, Blue Parrot Bar, en inglés).
Por otra parte, la estatura de la actriz Ingrid Bergman causó algunos problemas. Sobrepasaba por casi cinco centímetros a Bogart, por lo que el director Curtiz tuvo que elevar al actor sobre ladrillos o sentarlo sobre cojines en las escenas en las que aparecían juntos.
Los contratiempos alcanzaron al productor Hal B. Wallis cuando decidió, tras haber terminado el rodaje, que la línea final de la película sería: «Louis, pienso que este es el comienzo de una bella amistad» («Louis, I think this is the beginning of a beautiful friendship»). Bogart tuvo que ser llamado un mes después de finalizado el rodaje para doblar la frase.
Más tarde se pensó en introducir una escena que mostrara a Rick y Renault junto a un destacamento de soldados franceses libres, en un barco, alistándose para incorporarse a la invasión de 1942 a África del Norte por parte de las tropas aliadas. Sin embargo, resultó muy difícil conseguir al actor Claude Rains para la filmación, y la idea fue definitivamente abandonada cuando otro productor, David O. Selznick, señaló que «sería un error tremendo cambiar el final».

### Guion
La obra de teatro original se inspiró en el viaje a Europa que hizo Murray Burnett en 1938, viaje durante el cual pudo visitar Viena justo antes de la incorporación de Austria a la Alemania nazi. Murray visitó también la costa sur de Francia en la cual coexistían, no sin dificultad, asentamientos de nazis y refugiados. Los locales nocturnos de la zona inspiraron, pues, tanto el Café de Rick (especialmente uno llamado «Le Kat Ferrat») como el personaje de Sam, el pianista (basado en un pianista negro que Burnett vio en Juan-les-Pins). En la obra teatral, el personaje de Ilsa era una estadounidense llamada Lois Meredith y no encontraba a Laszlo sino hasta después de que su relación parisina con Rick había terminado. Además, en la obra de teatro el personaje de Rick era un abogado.
Los primeros escritores en trabajar en el guion fueron los gemelos Epstein, Julius y Philip, quienes eliminaron el trasfondo del personaje de Rick y aumentaron los elementos de comedia. Después intervino el otro escritor reconocido en los créditos, Howard Koch, pero trabajando en paralelo y haciendo énfasis en otros aspectos pues Koch resaltó los elementos políticos y melodramáticos. Según parece, fue el director Curtiz quien favoreció las partes románticas, al insistir en que permanecieran los flashbacks sobre la época en París. Aun a pesar del gran número de escritores involucrados, la película tiene eso que Ebert describió como un guion de «maravillosa unidad y consistencia». Más tarde Koch afirmaría que fue la tensión que hubo entre su propia visión y la de Curtiz la que motivó que «sorpresivamente, estos acercamientos desparejos de alguna manera se ligaron, y quizá eso fue debido en parte a este tira y afloja entre Curtiz y yo, que le dio a la película un cierto equilibrio». Julius Epstein anotaría posteriormente que el guion contenía «más “maíz” que el que hay en Kansas y Iowa juntos. Pero cuando el maíz funciona, no hay nada mejor». La palabra inglesa original, corn (maíz) también se refiere, en jerga, a un tipo de humor tonto, gastado, banal y sentimental.
La película se topó con algunos problemas cuando Joseph Breen, miembro del cuerpo de censura de la industria hollywoodiense (el Production Code Administration), expresó su oposición a que el personaje del capitán Renault solicitara favores sexuales a cambio de visados y a que los personajes de Rick e Ilsa hubieran dormido juntos en París. Ambos puntos, de todos modos, permanecieron de manera implícita en la versión final.

### Dirección
La primera opción del productor, Hal Wallis, para dirigir la película fue William Wyler, pero como no estaba disponible Wallis decidió escoger, tras barajar varios nombres, a su amigo, el director Michael Curtiz.
Curtiz era un judío emigrante de origen húngaro, que había llegado a los Estados Unidos en los años veinte y que contaba entre sus familiares a refugiados provenientes de la Europa nazi. A decir de Roger Ebert, en Casablanca «muy pocas escenas son memorables en cuanto tales...», Curtiz se preocupó de usar las imágenes para contar una historia más que de usarlas por sí mismas.
De cualquier manera, el director tuvo poca influencia en el desarrollo de la trama. De acuerdo con Casey Robinson, Curtiz «no sabía nada de nada acerca de la historia... él veía imágenes y tú proporcionabas la historia». El crítico Andrew Sarris calificó la película como «la más decisiva excepción a la teoría de autor», a quien Aljean Harmetz replicó que «casi todas las películas de la Warner Bros. fueron una excepción a la teoría de autor». Sin embargo, otros críticos le dan mayor crédito a Curtiz; Sidney Rosenzweig, en su estudio sobre el trabajo del director, aprecia en la película un ejemplo típico del modo en que Curtiz resalta los dilemas morales.
Los montajes de la segunda unidad, tales como la secuencia de apertura del tren de refugiados y la que muestra la invasión de Francia, fueron dirigidos por Don Siegel.

### Dirección de fotografía
El director de fotografía fue Arthur Edeson, un experimentado artista que había trabajado previamente en El halcón maltés y en la versión de Frankenstein del año 1931.

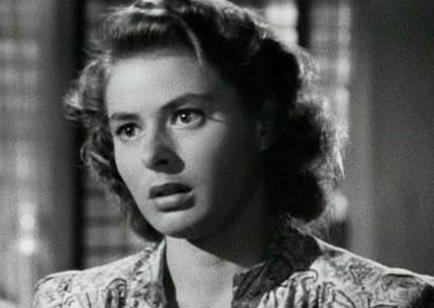
Ingrid Bergman, en su perfil izquierdo.

Una mención especial merece la fotografía de Ingrid Bergman, en la que se puso especial cuidado. Ingrid fue fotografiada casi siempre en su perfil izquierdo, perfil preferido por la propia actriz, y en muchas ocasiones se aplicaba un filtro suavizador de tipo gaussiano y con catch lights para hacer que sus ojos destellaran. Estos efectos fueron diseñados para proporcionar a su rostro una apariencia «inefablemente triste, tierna y nostálgica».
Se aprecian además barras de sombras cruzándose con los personajes y con el fondo. Dichas sombras, según cada caso, poseen distintos significados. Algunos muestran símbolos de encarcelamiento, el crucifijo, el símbolo de la Francia Libre y hasta confusión emocional. Además, la oscuridad del cine negro y la luz expresionista es usada en numerosas escenas, principalmente hacia el final de la película. Según Rosenzweig, estas luces y sombras son elementos clásicos del estilo de Curtiz, junto a la fluidez del trabajo de cámara y el uso del entorno como herramienta de encuadre.

### Música
La música fue escrita por Max Steiner (1888-1971), compositor que había saltado a la fama por haber sido el artífice de la música de la película Lo que el viento se llevó. La canción As Time Goes By de Herman Hupfeld había sido escogida para formar parte de la obra de teatro original, y Steiner tenía previsto reemplazarla por una obra propia. Sin embargo, cuando el compositor quiso crear su propia obra para reemplazarla, se encontró con que Ingrid Bergman ya se había cortado el cabello para protagonizar su siguiente papel cinematográfico (María, en Por quién doblan las campanas), por lo que no se podían volver a rodar las escenas en las que aparecía la canción. Por otra parte, cuando se estrenó la película la canción gozó de un resurgimiento que la situó 21 semanas en los primeros puestos de las listas de éxitos. Así que Steiner basó por completo la música de la película en dicha canción y en La Marsellesa, el himno nacional francés, transformándolos para que reflejaran diversas situaciones. De nota excepcional es el «duelo de canciones» en que La Marsellesa compite —interpretada por una orquesta al completo y coreada a todo pulmón por los presentes— contra un pequeño grupo de alemanes que cantan «Die Wacht am Rhein» (El guardia sobre el río Rin) en el piano. Originalmente se había pensado para esta secuencia maestra en la canción «Horst-Wessel-Lied» (Canción de Horst Wessel), que era de facto el segundo himno nacional de la Alemania nazi, pero este se encontraba todavía bajo derechos reservados al menos en los países no aliados.
Otras canciones incluidas en la película son It Had to Be You, de 1924, con letra de Gus Kahn y música de Isham Jones; Knock on Wood, con música de M.K. Jerome y letra de Jack Scholl, y Shine de 1910 de Cecil Mack y Lew Brown, con música de Ford Dabney. En una de las escenas de flashback en París, Rick e Ilsa bailan al ritmo de Perfidia, canción del compositor chiapaneco mexicano Alberto Domínguez Borrás.

## Reparto
Tres actores encabezan la cinta: Humphrey Bogart, Ingrid Bergman y Paul Henreid.
Un punto notable del reparto de Casablanca es la amplia variedad de nacionalidades de los actores. De hecho, solo tres de los actores con créditos fueron actores estadounidenses.
- Humphrey Bogart como Rick Blaine. Al inicio de su carrera, Bogart se había encasillado en papeles de gánster, interpretando personajes en los que recibía nombres como Bugs, Rocks, Turkey, Whip, Chips, Gloves y Duke (en dos ocasiones). En la película High Sierra de 1941 se le permitió interpretar un papel con cierto carisma. Y el mismo año interpretó su primer papel romántico en la película El halcón maltés, interpretando a Sam Spade, y este trabajo lo puso en la mira de los directores de cine negro y cine romántico, para luego convertirse en la opción más viable para interpretar a Rick, que se parecía mucho en carisma y elocuencia a su anterior personaje en la película de John Huston.
- Ingrid Bergman como Ilsa Lund. El sitio web oficial de Bergman menciona a Ilsa como su «papel más famoso y perdurable».[35] El debut hollywoodiense de la actriz sueca en Intermezzo en 1939, había sido bien recibido, pero sus películas posteriores no fueron nada extraordinario hasta Casablanca. Ebert la califica como «luminosa», y comenta la química entre ella y Bogart: «ella pinta la cara de él con sus ojos».[20] Otras actrices consideradas para interpretar a Ilsa habían sido Ann Sheridan, Hedy Lamarr y Michèle Morgan; Wallis adquirió los servicios de Bergman mediante un contrato con David O. Selznick, a cambio de prestarle a Olivia de Havilland.[36]

- Paul Henreid como Víctor Laszlo. Henreid, actor austríaco que había abandonado su país natal en 1935, rechazó en un principio el papel (ya que pensaba que este «lo encasillaría para siempre», según declaraciones de Pauline Kael),[37] y solo lo aceptó cuando recibió la promesa de encabezar el reparto junto a Bogart y Bergman. Henreid no se llevó muy bien con sus compañeros actores y, de hecho, consideraba a Bogart solo «un actor mediocre», mientras que Bergman calificó a Henreid como una «prima donna».[38]

Los actores secundarios fueron:
- Claude Rains como el capitán Louis Renault. Rains, actor londinense, curiosamente había servido en la Primera Guerra Mundial, en donde efectivamente había alcanzado el grado de capitán. Además, como actor había trabajado previamente con Michael Curtiz en Robin de los bosques. Curtiz fue su maestro y se dice que le enseñó «qué no hacer frente a una cámara».[39]

- Sydney Greenstreet como el señor Ferrari, propietario de un club de la competencia. También él era un actor inglés y había protagonizado previamente El halcón maltés junto a Lorre y Bogart. El papel interpretado por Greenstreet fue posteriormente la inspiración de Stan Lee y John Romita Sr. para la creación del villano de los cómics Kingpin dentro de la compañía Marvel.

- Peter Lorre como el Sr. Ugarte. Lorre fue un actor judío austrohúngaro que había trabajado en Alemania, de donde emigró tras la llegada de los nazis al poder en 1933. También él había trabajado en El halcón maltés.

- Conrad Veidt como el mayor Strasser de la Luftwaffe. Veidt, actor alemán, uno de los más reconocidos de la época de entreguerras, había aparecido en El gabinete del doctor Caligari, en 1920, antes de huir de los nazis (una semana después de haberse casado con una mujer judía), así como en El ladrón de Bagdad, El hombre que ríe y otras películas.

Otros actores con créditos en la película fueron Dooley Wilson, Joy Page, Madeleine LeBeau, S. Z. Sakall, Curt Bois y John Qualen.
- Dooley Wilson como Sam. Wilson, actor estadounidense, era en realidad baterista y no sabía tocar el piano. Hal Wallis previamente consideró la posibilidad de cambiar la figura masculina del pianista por una femenina (papel que podría haber sido interpretado por Hazel Scott o Ella Fitzgerald), e incluso aún después de haber terminado el rodaje, Wallis siguió considerando doblar la voz de Wilson en las canciones que este interpretaba.[40]

- Joy Page como Annina Brandel, en la película una joven refugiada búlgara. Page, actriz estadounidense, era la hijastra del presidente del estudio, Jack Warner, y al inicio opinaba que el guion de Casablanca estaba «pasado de moda» y era «estereotipado». Contaba con apenas 17 años y estaba recién egresada de la preparatoria.

- Madeleine LeBeau como Yvonne, quien en la película aparece como novia de Rick durante un muy breve espacio de tiempo. LeBeau, actriz francesa que contaba con 21 años, fue la segunda esposa del actor Marcel Dalio, de quien se divorció mientras participaba en la filmación de la película.

- S. Z. (o S. K.) Sakall como Carl, el barman. Actor judío húngaro que había sido forzado a abandonar Alemania en 1933 y participaba regularmente en películas en su tierra natal hasta que tuvo que huir de la persecución nazi en 1939. Fue amigo de Curtiz desde sus días en Budapest. Sus tres hermanas murieron en campos de concentración nazis.

- Curt Bois como el carterista. Bois, actor alemán judío, también era un refugiado. Había comenzado su carrera siendo apenas un niño, en 1907 (y continuaría actuando casi durante ochenta años).

- John Qualen como Berger, personaje que aparece como contacto de Rick con la Resistencia. Qualen fue un actor canadiense que apareció en muchas películas de John Ford.

- Leonid Kinskey como Sascha, a quien en la película Rick asigna como guardaespaldas en la casa de Yvonne. Kinskey, actor ruso, había huido en su infancia de la Revolución rusa. Se dice que es muy probable que haya sido seleccionado para este papel en Casablanca debido a que era compañero de copas de Humphrey Bogart.

Otros actores dignos de mención cuyos créditos no aparecen en la película son: Marcel Dalio, Helmut Dantine, Norma Varden, Jean Del Val, Torben Meyer, Dan Seymour y Gregory Gaye.
- Marcel Dalio como Emil, el crupier. Actor francés que había participado en las películas La gran ilusión y La regla del juego del director Jean Renoir. Después de haber huido ante la caída de Francia, obtuvo solo papeles secundarios en Hollywood y por su papel en Casablanca recibió solamente 667 dólares. En la película participa en una de las más memorables escenas que explicitan el ejercicio de la doble moral: cuando el capitán Renault clausura el «Café de Rick» diciendo «estoy pasmado, ¡pasmado de encontrar que hay juegos de apuestas en este lugar!», Emil se acerca a él y le entrega el soborno acostumbrado diciendo: «Sus ganancias, señor». Por otra parte, el 22 de junio de 1942 Dalio se divorció de Madeleine LeBeau, su segunda esposa, quien estaba también actuando en la misma película. Posteriormente, Dalio participó en otra de las películas que protagonizaría Bogart, Tener y no tener.

- Helmut Dantine como Jan Brandel, un jugador de ruleta búlgaro. Se trataba de otro actor austríaco que había sido internado temporalmente en un campo de concentración después de la «Anschluss».

- Norma Varden como la dama inglesa a cuyo marido han robado la cartera. Fue una actriz de reparto inglesa famosa, que recibió pequeños papeles, casi siempre sin créditos, en más de cien películas.

- Jean Del Val como el policía francés que abre Casablanca reportando por radio la noticia del asesinato de dos mensajeros alemanes que llevaban dos cartas de tránsito. Es ese personaje el que transmite la orden de capturar a «todos los personajes sospechosos», presagiando lo que será la línea memorable y tantas veces citada de «capturar a los sospechosos de siempre», que mencionará el capitán.

- Torben Meyer como el banquero alemán que se sienta en la mesa de bacará en el «Café de Rick». Él le susurrará a Carl, el barman, la línea: «Quizá si le dices que yo manejé el segundo banco más grande de Ámsterdam». Meyer fue un actor danés que actuó durante cincuenta años en más de 180 películas.

- Dan Seymour como Abdul, el portero. Fue un actor estadounidense obeso (pesaba 120 kilos) que recibió siempre papeles de persona gorda, llegando a actuar en más de 60 películas para la Warner Bros. durante 35 años.

- Gregory Gaye como el banquero alemán al que se le niega la entrada al casino de Rick. Se trata de un actor ruso que se exilió en los Estados Unidos en 1917 tras la Revolución y que apareció en pequeños papeles en más de un centenar de películas. Junto a Kinskey fueron los únicos dos actores rusos en la película.

- Corinna Mura como la guitarrista que canta «Tango Delle Rose» mientras Laszlo habla con Berger y después acompaña el canto de «La Marsellesa».

Gran parte del impacto emocional de la película se atribuye a la numerosa proporción de exiliados europeos y refugiados que participaron como figurantes y en papeles menores. Un testigo de la filmación de la secuencia del «duelo de canciones» afirmó haber visto a muchos de los actores llorando y haberse dado cuenta de «que todos eran en realidad verdaderos refugiados». Harmetz afirma que estos «le brindaron en una docena de papeles pequeños a Casablanca la comprensión y la desesperación que jamás hubieran podido proveerle los actores centrales del reparto». Los ciudadanos alemanes que había entre ellos, por ejemplo, debieron guardar el toque de queda al ser considerados como extranjeros enemigos. Irónicamente, además, casi siempre fueron requeridos para la interpretación de soldados nazis, de los cuales ellos mismos habían huido.
Algunos de los actores exiliados que formaron parte del reparto fueron:
- Wolfgang Zilzer, el actor que aparece en la escena de apertura, había sido un actor de cine mudo en Alemania que terminó casándose con otra de las actrices del reparto, Lotte Palfi.

- Hans Twardowski como el oficial nazi que discute con un oficial francés acerca de Yvonne. Twardowski fue un actor nacido en Stettin, una ciudad en aquel entonces de Alemania (hoy llamada Szczecin, en Polonia), que tuvo que huir de Alemania por su homosexualidad.

- Ludwig Stössel como el Sr. Leuchtag, el refugiado alemán del que se dice en la película que su inglés «no es muy bueno». Stössel, actor austríaco, era judío y, por eso, tras el Anschluss fue encarcelado. Al recuperar su libertad dejó su país y se trasladó a Inglaterra y luego a los Estados Unidos. Allí alcanzó la fama tras una larga serie de anuncios comerciales para los vitivinicultores de una colonia italo-suiza, en los que aparecía con un gorro alpino y vestido con lederhosen. En dichos comerciales su frase era «¡yo, el pequeño viticultor!».

- Ilka Grünig como la Sra. Leuchtag. Grünig había nacido en Viena (Austria) y fue una actriz de cine mudo en Alemania y se exilió en Estados Unidos tras el Anschluss.

- Lotte Palfi como la refugiada que trata de vender sus diamantes. Palfi, actriz judeo-alemana, había interpretado papeles en un prestigioso teatro de Darmstadt (Alemania). Se vio obligada a emigrar de su país, por ser judía, a la llegada de los nazis al poder en 1933. En Estados Unidos se casó con otro de los actores de Casablanca, Wolfgang Zilzer.

- Trude Berliner como uno de los jugadores de bacará en el «Café de Rick». Berliner, actriz alemana, había sido una famosa actriz en cabarets y películas. Por su religión judía se vio también forzada a abandonar su país en 1933.

- Louis V. Arco como uno de los refugiados que aparece en el Café de Rick. Arco era austrohúngaro pero había participado en algunas películas en Alemania. En 1933 prefirió trasladarse a su casa, donde permaneció hasta 1938, año en el que huyó finalmente a los Estados Unidos tras el Anschluss y cambió su nombre.

- Richard Ryen como el coronel Heinze, el asistente de Strasser. Richard Anton Robert Felix fue un actor judío húngaro que había actuado en películas y dirigido obras de teatro en Alemania. Al huir a Estados Unidos cambió su nombre. En Hollywood interpretó casi siempre papeles de oficial nazi. En Casablanca ganó 1 600 dólares (400 a la semana por cuatro semanas de filmación).

- Barry Norton como uno de los jugadores de cartas en el Café de Rick. Norton era un actor nacido en Argentina que hizo su carrera en Estados Unidos.

## Argumento
Durante la Segunda Guerra Mundial Rick Blaine (Humphrey Bogart), un estadounidense cínico y amargado, expatriado por causas desconocidas, administra el local nocturno más popular de Casablanca (Marruecos), el «Café de Rick». Este es un lugar exclusivo y un antro de juego que atrae una clientela variada: gente de la Francia de Vichy, oficiales de la Alemania nazi, asilados políticos y ladrones. A pesar de que Rick asegura ser neutral en todos los campos, se revelará más tarde su participación en el tráfico ilegal de armas hacia Abisinia —que tendría como objetivo combatir la invasión italiana de 1935— y en la guerra civil española, del lado republicano.
Una noche, un criminal menor llamado Ugarte (Peter Lorre), llega al club de Rick portando unas tales «cartas de tránsito» («letters of transit»), documentos valiosos que ha conseguido tras asesinar a dos mensajeros alemanes. Se trata de salvoconductos que permiten el libre tránsito a través de la Europa controlada por los nazis y llegar, incluso, a la neutral Lisboa (Portugal), de la cual se podría partir hacia los Estados Unidos. Por eso los documentos tienen un valor incalculable para cualquiera de los refugiados que esperan en Casablanca su oportunidad de escapar. Ugarte planea vender los salvoconductos esa noche pero, antes, Ugarte es arrestado por la policía al mando del capitán Louis Renault (Claude Rains), un corrupto oficial de la Francia de Vichy que solo quiere complacer de todas las formas posibles a los nazis. De manera subrepticia, Ugarte deja las cartas al cuidado de Rick porque «de algún modo, debido a que tú me desprecias, eres el único en quien confío».

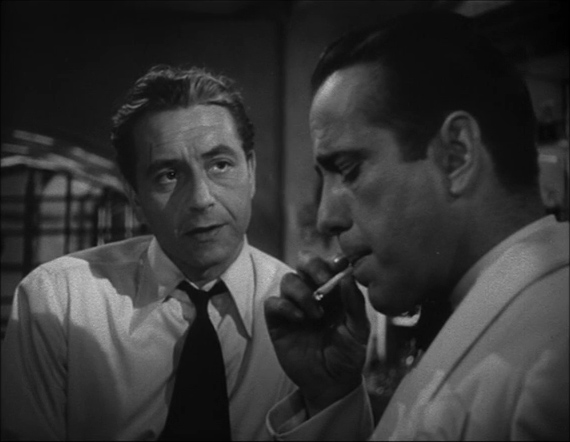
Escena del tráiler que muestra a Paul Henreid y Humphrey Bogart conversando sobre el personaje de Ingrid Bergman, Ilsa.

Entretanto, la razón de la amargura de Rick llega de nuevo a su vida. Se trata de su examante, Ilsa Lund (Ingrid Bergman), quien le había abandonado en París sin dar explicaciones y quien, junto a su esposo Víctor Laszlo (Paul Henreid), entra al Café esa noche para comprar las cartas. Laszlo es un renombrado líder de la resistencia checa que se enfrenta a los nazis. La pareja necesita las cartas para salir hacia los Estados Unidos, desde donde él podría continuar su labor. A la noche siguiente, Laszlo, sospechando que Rick tiene las cartas, se entrevista con él, pero Rick se niega a entregarle los salvoconductos, pidiéndole que le pregunte a su esposa el motivo. (Es decir, sólo dos personas pueden salir, pero en este punto hay tres personas que lo desean). El diálogo se ve interrumpido cuando oficiales nazis, bajo las órdenes del mayor Stresser (Conrad Veidt), comienza a cantar «Die Wacht am Rhein» (La guardia sobre el río Rin), un himno de la Alemania nazi. Enfurecido, Laszlo solicita a la banda del local que interprete La Marsellesa, el himno nacional francés hasta antes de la ocupación. Cuando el maestro de la banda busca a Rick con la mirada, éste asiente. Laszlo comienza a cantar, solo al inicio, y enseguida el muy reprimido fervor patriótico se adueña de la muchedumbre y todos se unen al canto, ahogando el de los alemanes. Como represalia, Strasser manda clausurar el club.
Rick sigue resentido con Ilsa, pero esa noche ella lo confronta una vez que el Café ha quedado desierto. Cuando él se niega a darle los documentos, ella lo amenaza con una pistola, pero incapaz de disparar, le confiesa que sigue amándolo y le explica que cuando lo encontró por primera vez y se enamoró de él en París, pensaba que su marido había sido asesinado en un campo de concentración nazi. Pero en cuanto descubrió que Laszlo había logrado escapar —continúa ella—, dejó a Rick sin explicación y regresó a su marido. Le dice que fingió haber abandonado la ciudad para evitar que Rick se quedara a buscarla y fuese capturado. Rick cambia de actitud al conocer el motivo por el cual ella se marchó de su lado y la induce a pensar que se quedará con él cuando Laszlo se vaya.

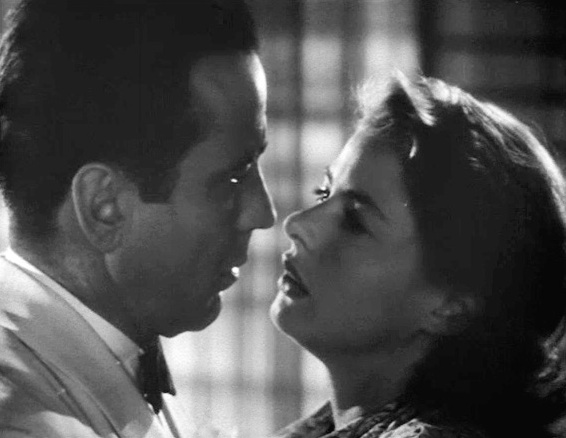
Ingrid Bergman y Humphrey Bogart protagonizan uno de los besos más famosos de la historia del cine.

Laszlo llega al café una vez que se ha ido Ilsa y le dice a Rick que se ha dado cuenta de que «algo» sucede entre ella y Rick. De hecho, intenta provocar que Ilsa y Rick tomen las cartas de libre tránsito, con tal de salvar la vida de ella. Como sea, la policía llega y Laszlo es arrestado bajo un cargo menor. Rick interviene y convence al capitán Renault de liberar a Laszlo, prometiéndole que lo podrá acusar ante la Gestapo por un delito mucho más serio: la posesión de las cartas. Cuando Renault le cuestiona por qué lo hace, Rick le explica que Ilsa y él partirán para Estados Unidos.
Más tarde, Laszlo recibe las cartas de Rick, pero cuando Renault trata de arrestarlo, Rick traiciona a Renault, obligándolo a punta de pistola a permitir el escape. En el último momento, Rick conduce a Ilsa a que aborde el avión hacia Lisboa con su marido diciéndole que si ella se queda se arrepentirá. «Tal vez no hoy. Tal vez no mañana, pero pronto y para el resto de tus días». Rick había prometido a Ilsa que él escaparía con ella a Lisboa, sin embargo cuando la obliga a irse con su esposo ella le reclama y éste le dice una de las frases más inolvidables de los romances en el cine: «Siempre nos quedará París».
El mayor Strasser llega en su vehículo, habiendo recibido el chivatazo por parte de Renault, pero Rick le dispara cuando trata de intervenir. Cuando la policía llega, el capitán Renault salva la vida de Rick al ordenar que «capturen a los sospechosos de siempre». Recomienda que Rick deje Casablanca, sugiriéndole incluso que se una a la Francia Libre en Brazzaville (República del Congo). Ellos se alejan caminando en medio de la neblina con una de las más memorables líneas finales en la historia del cine, con Rick diciéndole al capitán: «Louis, creo que este es el principio de una hermosa amistad».

## Valoración histórica
La cinta fue filmada en agosto de ese año. La época que recrea, el invierno de 1941, estaba muy cerca de la época que en la que se grabó. Esto hace que la fidelidad a los hechos históricos sea bastante amplia, cosa rara en el cine. Esto podemos verlo en las relaciones entre las fuerzas del estado francés y las del III Reich.
Para un análisis histórico, tanto en el espacio como en el tiempo, hay que hablar de la II Guerra Mundial en el norte de África: el territorio del protectorado francés en Casablanca (Marruecos). 
El protectorado francés de Marruecos se ubicaba en Marruecos durante la primera mitad del siglo XX. En la época descrita, Francia acababa de capitular ante la Alemania nazi. Esto hacía que todo el territorio quedara dividido: por un lado la Francia ocupada por el gobierno alemán, territorios del lado de la franja atlántica y la zona central-septentrional, y la zona libre, con la capital en Vichy extendiéndose por la zona central-meridional y el área mediterránea. Aunque era independiente, habría una alta colaboración de estos territorios con el gobierno nazi. Todas las colonias, incluida el protectorado francés, quedó bajo el dominio de la capital de Vichy hasta la llegada de los americanos.
La parte francesa del protectorado de Marruecos, era la de la economía más importante y la más poblada. Esto era porque tenía el centro económico y demográfico en la propia ciudad de Casablanca. Este constante trasvase de personas haría que se tratase del lugar perfecto para reuniones clandestinas, como la de la película. En la primera parte de la Segunda Guerra Mundial, en la cual el futuro del protectorado estaba en cuestión debido a la gran expansión del ejército alemán. En el norte de África, el Afrika Korps de Rommel todavía se trataba de una amenaza evidente para el control del Mediterráneo y del Canal de Suez. Mientras que en Europa el ejército tenía que avanzar rápido hacia el sur desde Rusia.
Otro evento reseñable en relación con el espacio y el tiempo, tendría que ser la «Batalla Naval de Casablanca». Esta falta se trató de una serie de encuentros entre las fuerzas estadounidenses y el protectorado controlado por la Francia de Vichy entre el 8 y el 17 de noviembre de 1942. En 1942, los líderes estadounidenses acordaron realizar desembarcos en el noroeste de África con la idea de eliminar las influencias de las tropas del Eje en el continente. Esto haciéndolo con una idea de abrir el camino para el ataque en el sur de Europa. Según los cálculos de los aliados, estos preveían que las fuerzas francesas de Vichy que defendían el área se trataban de 120.000 hombres, 500 aviones y varios buques. La idea principal hacía falta un aterrizaje en los territorios de Casablanca, Orán y Argel. Esto sería beneficioso para el frente alemán, porque este tiempo que daría el traslado de las tropas desde Casablanca a Túnez permitió a los alemanes mejorar sus posiciones defensivas en Túnez.
Para defender Casablanca, las fuerzas de Vichy tenían el acorazado Jean Bart el cual servía la torreta quad-15’’. La medianoche del 8 de noviembre, los buques estadounidenses se movieron hacia la costa de Casablanca, por lo que comenzaron a desembarcar a los hombres de Patton. Al salir el sol, el fuego de las baterías se hizo más intenso, por lo que Hewitt ordenó a cuatro destructores que se cubrieran. Lograron silenciar los cañones franceses. 
Tras ese ataque, Michelier ordenó la subida de cinco submarinos esa mañana junto a una serie de cazas franceses. Se produjo un gran enfrentamiento, ambos lados sufrieron pérdidas. Los aviones americanos atacaron el puerto, provocando la pérdida de submarinos franceses y buques mercantes. Alrededor de las 9:00 a. m., varios destructores emergieron y comenzaron a navegar hacia la flota estadounidense. El 10 de noviembre, los dos dragaminas franceses salieron de Casablanca con el objetivo de bombardear a las tropas estadounidenses que avanzaban sobre la ciudad. A las cuatro de la tarde, el SBD Dauntless con una serie de bombardeos llegará a atacar el acorazado. A lo largo de los siguientes días, Hewitt llegó a perder cuatro buques de tropas y alrededor de 150 lanchas de desembarco. Por el bando francés, totalizaron un crucero ligero, cuatro destructores y cinco submarinos. Tomada Casablanca, la ciudad se convirtió en una base aliada clave para la guerra. Más adelante, en 1943, sería la sede la Conferencia de Casablanca entre el presidente Franklin D. Roosevelt y Winston Churchill.

## Lugares de rodaje
- Flagstaff, Arizona, Estados Unidos.
- Metropolitan Airport - 6590 Hayvenhurst Avenue, Van Nuys, Los Ángeles, California, Estados Unidos.
- Van Nuys Airport - 6590 Hayvenhurst Avenue, Van Nuys, Los Ángeles, California, Estados Unidos.
- Warner Brothers Burbank Studios - 4000 Warner Boulevard, Burbank, California, Estados Unidos (estudio).
- Waterman Drive, Van Nuys, Los Ángeles, California, Estados Unidos (pista del aeropuerto).

Contrariamente a lo que muchos creen, el Cafe de Rick nunca existió. Un edificio de Casablanca se describe generalmente como el auténtico Café de Rick, pero sólo aprovechó el mito sin tener relación con la película más allá de su nombre alusivo y de la razón social de los propietarios, risueñamente llamada The Usual Suspects S.A.

## Recepción
La película fue exhibida por primera vez en el Hollywood Theatre de Nueva York el 26 de noviembre de 1942, para coincidir con la invasión de las tropas aliadas de la costa norte de África y la captura de la ciudad de Casablanca. El estreno general fue un poco más tarde, el 23 de enero de 1943, para aprovechar la Cumbre Anglo-estadounidense, una conferencia de alto nivel entre Churchill y Roosevelt que se llevó a cabo en el Hotel Anfa, en la ciudad de Casablanca. La película obtuvo unos resultados económicos sustanciosos, si bien no espectaculares, recaudó 3,7 millones de dólares en su estreno en Estados Unidos. La reacción de la crítica fue positiva en general, con la revista Variety describiéndola como «espléndida propaganda anti Eje»; como más tarde diría Koch, «era una película que las audiencias necesitaban... tenía valores... sacrificios dignos de hacer. Y lo mostró de un modo muy entretenido». Otras revistas fueron menos entusiastas. The New Yorker la evaluó solo como «apenas tolerable». La Oficina de Información de Guerra de los Estados Unidos de América evitó su proyección a las tropas en África del Norte, porque creía que la película podría causar resentimiento entre los partidarios de Vichy en la región.
La película ha mantenido su popularidad. Murray Burnett la ha considerado «cierta ayer, cierta hoy, cierta mañana». Hacia 1955, había recaudado ya 6,8 millones de dólares, el tercer puesto entre las películas de guerra más rentables de la Warner Bros, solo tras Shine On, Harvest Moon y This Is the Army. Pronto comenzó su trayectoria en la memoria de los cinéfilos. El 21 de abril de 1957, el Teatro Brattle de Cambridge (Estados Unidos) la exhibió como parte del repertorio del ciclo de películas viejas. La inclusión fue tan popular que comenzó la tradición de exhibir Casablanca durante la semana de exámenes finales en la Universidad Harvard, tradición que ha continuado hasta hoy, imitada en muchos otros institutos superiores de los Estados Unidos. Todd Gitlin, profesor de sociología, tras asistir a una de las exhibiciones, afirmó que fue «realizar mi muy personal rito de paso». La tradición ha ayudado al film a mantenerse en la memoria popular mientras que el recuerdo de otras películas famosas de la misma década se ha ido desvaneciendo, de modo que para 1977 Casablanca era la película más retransmitida en la televisión estadounidense.
Sea como sea, hay evidencia anecdótica que apunta a que Casablanca ha hecho más mella entre los cinéfilos que entre los profesionales de la industria cinematográfica. Entre noviembre y diciembre de 1982, el escritor y periodista independiente Chuck Ross se hizo una pregunta: ¿podrían los agentes de Hollywood ser capaces de reconocer la cinta? o, al no lograrlo, ¿podrían al menos reconocerla como un guion genial? Con la finalidad de descubrirlo, Chuck Ross escribió el mismo guion de Casablanca pero usando el título de Todos vienen al café de Rick (el título original de la obra de teatro) y cambiando el nombre del pianista de Sam a Dooley (Dooley Wilson había sido el actor que interpreta este personaje en la película) y lo envió a 217 agencias haciéndolo pasar como el guion de un escritor desconocido, un tal Erik Demos. 97 agencias lo devolvieron sin haberlo leído, 7 nunca lo leyeron y 18 copias se habrían reportado como perdidas en el correo. De las 85 agencias que lo leyeron, 38 lo descalificaron, 33 lo reconocieron en términos generales (de las cuales 8 ni cuenta se dieron de que era Casablanca), 3 lo declararon como económicamente viable y una sugirió enviarlo a otra agencia para su adaptación a una novela.

### Premios y nominaciones

#### Premios Óscar
En los Premios Óscar de 1943 (entregados el 2 de marzo de 1944), Casablanca ganó tres premios: Mejor guion adaptado, Mejor director y Mejor película, y fue nominada para otros cinco (que no ganó). Wallis, el productor, se resintió porque el presidente del Estudio, Jack Warner, recogió el premio en vez de él; este desaire desencadenó la ruptura de las relaciones de Wallis con el estudio en abril de ese año.
| Categoría                       | Persona(s)                                         | Resultado |
| ------------------------------- | -------------------------------------------------- | --------- |
| Óscar a la mejor película       | Warner Bros. (Hal B. Wallis, productor)            | Ganador   |
| Óscar al mejor director         | Michael Curtiz                                     | Ganador   |
| Óscar al mejor guion adaptado   | Julius J. Epstein, Philip G. Epstein y Howard Koch | Ganadores |
| Óscar al mejor actor            | Humphrey Bogart                                    | Candidato |
| Óscar al mejor actor de reparto | Claude Rains                                       | Candidato |
| Óscar a la mejor fotografía     | Arthur Edeson (en blanco y negro)                  | Candidato |
| Óscar al mejor montaje          | Owen Marks                                         | Candidato |
| Óscar a la mejor banda sonora   | Max Steiner                                        | Candidato |

#### Otros reconocimientos
Otros reconocimientos que ha recibido la cinta son la inscripción en el Registro Nacional de Cine, lista de clasificación que recoge las mejores películas de la historia, y la nominación por la alta calidad de su edición en DVD a los premios DVD Exclusive.

Casablanca está preservada en el archivo de la Biblioteca del Congreso.

- En 1989, Casablanca fue seleccionada por el Registro Nacional de Cine para ser preservada en la Biblioteca del Congreso de Estados Unidos, por ser «cultural, histórica o estéticamente significativa».

- En 1997, el American Film Institute, tras consultar a 1500 expertos de la cinematografía estadounidense, colocó a Casablanca en sus listas como la segunda mejor película estadounidense de todos los tiempos detrás tan solo de Ciudadano Kane. Este estatus fue ratificado en la revisión que el Instituto hizo en 2007, cuando se colocó en tercer puesto.[1]

- En 2003, fue nominada en los Premios DVD Exclusive.

| Categoría  | Motivo                           | Resultado |
| ---------- | -------------------------------- | --------- |
| DVDX Award | 60th Anniversary Special Edition | Candidato |
- En 2005, fue calificada como una de «las 100 más grandiosas películas de los últimos 80 años» por el sitio web de la revista Time (las películas seleccionadas no están colocadas en un orden específico).

- En 2006, la sección oeste del sindicato Writers Guild of America que agrupa guionistas de cine y televisión así como a empleados de la televisión y la radio, eligió el guion de Casablanca como el «mejor de todos los tiempos» en su lista de Los 101 mejores guiones.[59]

### Respuesta de los críticos
De acuerdo con Roger Ebert, es «probable que Casablanca se encuentre en más listas de “grandes películas de todos los tiempos” que cualquier otro título, incluso Ciudadano Kane», porque su atractivo es muy amplio; mientras Ciudadano Kane es «grandiosa», Casablanca es adorable. Nunca se ha oído, continúa diciendo Ebert, una reseña negativa sobre la película, aun cuando algunos puntos específicos puedan ser criticados como, por ejemplo, los efectos especiales inverosímiles y la actuación acartonada del personaje de Laszlo. Rudy Behlmer hace énfasis en el gran cuadro que se dibuja: «Se trata de una mezcla de drama, melodrama, comedia e intriga».

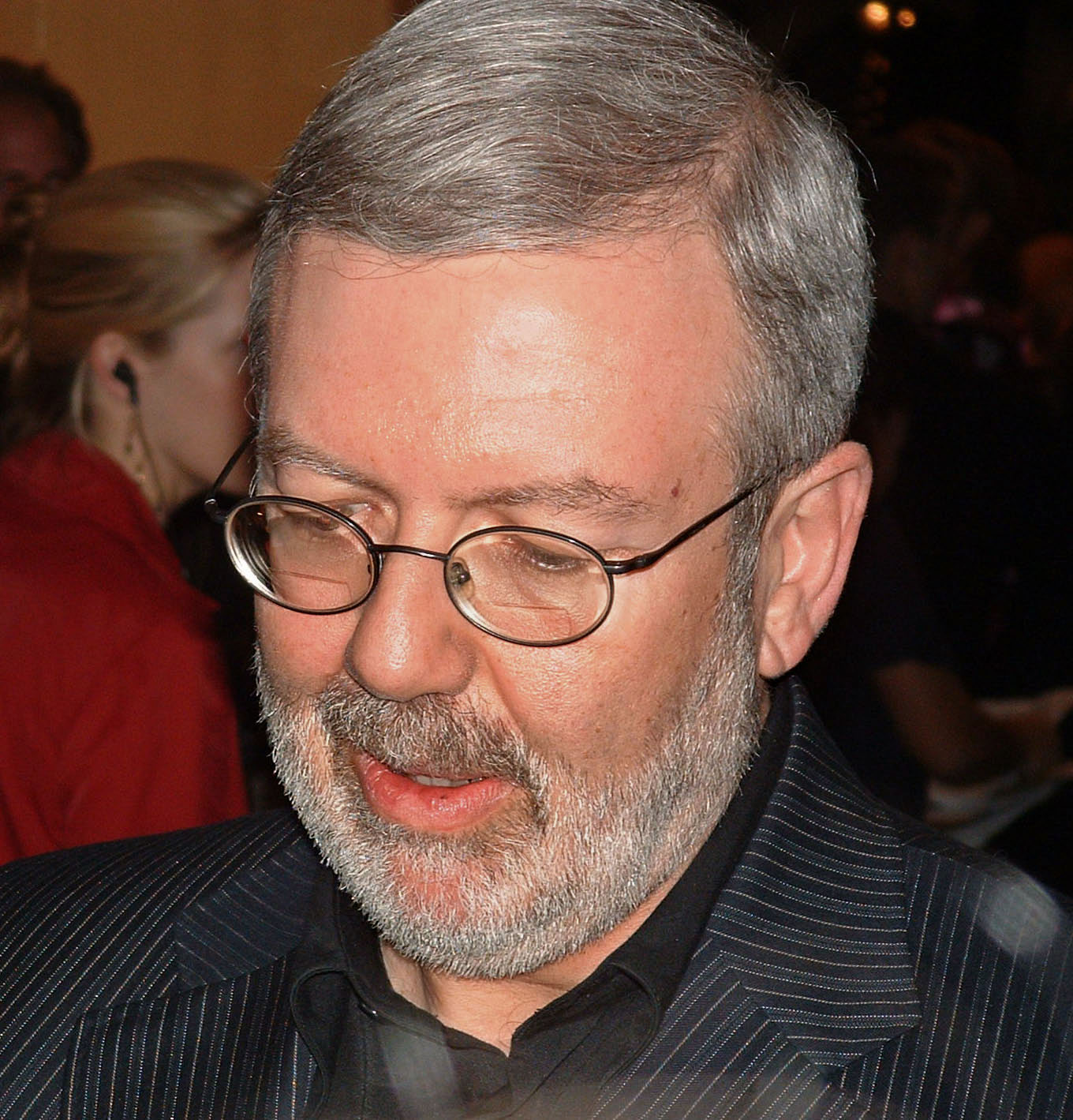
Casablanca es la película favorita del crítico Leonard Maltin.

Leonard Maltin afirma que esta es su cinta predilecta de todos los tiempos.
Ebert comenta que la película es popular debido a que «la gente en ella es muy buena». Considerando que es un héroe de la Resistencia, Laszlo es notoriamente el más noble de todos y eso a pesar de que su personaje es tan cuadrado que puede llegar a ser difícil de creer. Los otros personajes no están, según Behlmer, «hechos de una vez para siempre»: su buen corazón se va revelando a lo largo de la trama. Renault es un caso ejemplar. En la historia comienza siendo un colaborador más de los nazis, extorsionando a los refugiados a cambio de favores sexuales y matando a Ugarte. Rick, según el mismo Behlmer, no es «ni un héroe... ni un villano»: hace lo mínimo indispensable para hacer su vida frente a las autoridades y «no se arriesga por nadie». Incluso hasta a Ilsa, la menos activa de los personajes principales, se la ve «atrapada en dificultades emocionales» al cuestionarse sobre a qué hombre ama realmente. Al final de la película, no obstante, «todo el mundo se sacrifica».
Una nota discordante proviene de la pluma del escritor italiano Umberto Eco, al afirmar que «desde un punto de vista estrictamente crítico... Casablanca es una película muy mediocre». Eco objeta que los cambios en los personajes devienen inconsistentemente, más que como resultado de un proceso complejo: «Es una tira cómica, un sancocho, carente de credibilidad psicológica y con escasa continuidad en cuanto a efectos dramáticos». De todas maneras, concluye, es esta inconsistencia lo que vale para que la película sea tan aceptada, pues permite incluir una larga serie de arquetipos: el amor desgraciado, el vuelo, el rito de paso, la espera, el deseo, el triunfo de la pureza, el siervo fiel, el triángulo amoroso, la bella y la bestia, la mujer enigmática, el aventurero ambiguo y el borracho redimido. Se centra principalmente en la idea de sacrificio: «El mito del sacrificio atraviesa toda la trama de la película». Este era el tema que hacía eco ante una audiencia que vivía tiempos de guerra y a la que se la había tranquilizado con la idea de que el sacrificio que duele y el seguir continuando una lucha armada pueden ser gestos románticos que valdrían la pena en pos de un bien mayor.
El crítico estadounidense Jonathan Rosenbaum se refiere a Casablanca como una película «montada apresuradamente», y considera que es inferior a Tener y no tener (1944). Por su parte, el crítico francés Georges Sadoul ni siquiera menciona esta película en su Dictionnaire des films, Seuil, 1965 (Primera edición).

### Propuestas de claves de interpretación
Los críticos han analizado a Casablanca desde muchas perspectivas diversas.
Harvey Greenberg hace una lectura freudiana de la cinta según la cual las transgresiones que le impiden a Rick retornar a los Estados Unidos se deben a un complejo de Edipo, el cual solo es resuelto cuando Rick comienza a identificarse con su padre en la figura de Laszlo y la causa que él representa.
A estas propuestas interpretativas Sidney Rosenzweig contesta diciendo que se trata de lecturas reductivas y que el aspecto más importante de la película es la ambigüedad, sobre todo en Rick; para esto cita los diferentes nombres que cada personaje le da a Rick (Richard, Ricky, Señor Rick, Herr Blaine y así por el estilo) como evidencia de los muchos significados que tiene para cada persona.
Otra famosa interpretación es la que da Richard Maltby, guionista estadounidense, sobre el plano del aeropuerto de tres segundos y medio que transcurren entre que Ilsa Lund (Ingrid Bergman) y Rick Blaine (Humphrey Borgart) se abrazan cuando ella le dice «Si supieras cuánto te amaba, entonces, cuánto te sigo amando» y el que sale Rick Blaine de pie delante de la ventana mirando hacia afuera mientras se fuma un cigarro. Maltby señala que en ese punto la película es ambigua y genera dos significados a la vez muy claros, pero excluyentes sobre que es lo que ha ocurrido en esos tres segundos y medio. Hay elementos para pensar que han hecho el amor y a la vez hay elementos que dicen que no lo han hecho. Por el lado de que han hecho el amor encontramos que el plano dura bastante tiempo, que antes del plano el abrazo es muy apasionado, que la acción posterior de fumarse un cigarro indica relajación y la vulgar connotación del plano que es la torre de control como elemento fálico. Sin embargo también existen elementos codificados que nos indican que no han hecho el amor y que el plano es solo tiempo diegético real. Estos elementos son: La cama sin revolver, la conversación es la misma y que cuando Laszlo (Paul Henreid) se encuentra con Rick en la pista conversan sobre lo que ha ocurrido esa noche. Si bien, la conversación que mantienen también da pie a creer que han podido hacer el amor.
Maltby soluciona el «problema» diciendo que Casablanca esta confeccionada para satisfacer tanto a las mentes «inocentes», que pueden interpretarla desde la más estricta moral, como a las «sofisticadas» que podrán construir una línea alternativa y más atrevida y es que según el guionista, el Código Hays no sólo es «culpable» de censurar sino que es «culpable» de crear una codificación excesiva para lo que se quiere representar.

### Citas y frases famosas
Muchas de las líneas del guion de Casablanca han quedado grabadas en los cinéfilos de todo el mundo. Entre estas podemos contar las siguientes.
- «Tócala otra vez, Sam» («Play it again, Sam», en inglés). Esta es una de las frases más ampliamente asociadas con la película y, sin embargo, se trata en realidad de una cita errónea, la cual es en realidad el título original de la película Sueños de un seductor, de Woody Allen (1972). En Casablanca, estando Ilsa por primera vez en el café, se da cuenta de que allí está Sam, el pianista, y le pide: «Tócala una vez, Sam, en recuerdo de los viejos tiempos» («Play it once, Sam, for old times' sake», en inglés). Entonces él finge ignorarla y ella le ordena: «Tócala, Sam. Toca A medida que el tiempo pasa» («Play it, Sam. Play As Time Goes By », en inglés). Más tarde esa misma noche, al estar Rick y Sam solos, Rick le solicita que la vuelva a tocar: «Tú la tocaste para ella y la puedes tocar para mí» («You played it for her and you can play it for me», en inglés) y «si ella puede soportarla, ¡yo también puedo! ¡Tócala!» («If she can stand it, I can! Play it!», en inglés).

- «Esta va por ti, muñeca» («Here's looking at you, kid», en inglés). Se trata de una frase que Rick le dice a Ilsa y no se encontraba en los guiones preliminares. Su aparición en la película ha sido atribuida a las lecciones de póquer que Bogart le daba a Bergman entre toma y toma.[68]

Fue elegida por expertos estadounidenses como la quinta frase más memorable en la historia del cine de aquel país en una encuesta realizada en el 2005 por el American Film Institute.
En total seis frases de esta película, según dicho Instituto, aparecen en sus listas como las líneas de cine más citadas en Estados Unidos, muchas más que cualquier otra película, por ejemplo más que Lo que el viento se llevó y El mago de Oz, las cuales cuentan con solo tres frases cada una. Las otras citas que aparecen en las listas son:
- «Louis, creo que este es el principio de una gran amistad» («Louis, I think this is the beginning of a beautiful friendship», en inglés), con el puesto 20;
- «Tócala, Sam. Toca 'A medida que el tiempo pasa'» («Play it, Sam. Play 'As Time Goes By'», en inglés) en el lugar 28;
- «Capturen a los sospechosos de siempre» («Round up the usual suspects», en inglés), en el puesto 32;
- «Siempre nos quedará París» («We'll always have Paris», en inglés) en el lugar 43;
- «De todos los bares en todos los pueblos en todo el mundo, ella entra en el mío» («Of all the gin joints in all the towns in all the world, she walks into mine», en inglés) en el puesto 67.

Otra frase digna de mención sería la de Rick recordando el día que se conocieron en París:
- «Los alemanes iban de gris y tú ibas vestida de azul» («The Germans wore gray. You wore blue», en el original en inglés).

### Intentos de censura y errores de doblaje en España
El personaje principal luchó en el lado republicano en la guerra civil española pero en el primer doblaje de España esta referencia se suprimió debido a la dictadura de Francisco Franco, ya que el estreno fue en 1946. Igual pasa con la referencia al combate en Abisinia contra las tropas fascistas. En doblajes posteriores ya se hizo mención a la actividad de Rick con la II República y con Abisinia. A este respecto, existen tres diferentes doblajes de la película al español de España: el original, otro de 1966 y otro de 1983. El doblaje más conocido está lleno de errores de traducción y provoca, entre otras cosas, que se pierda la frase «Here's looking at you, kid», que como ya se mencionó sería considerada a la postre como una de las mejores de la historia del cine. También se censuró una escena en que militares franceses responden cantando La Marsellesa a soldados nazis.

### Secuelas y otras versiones
Desde el momento en que Casablanca fue un éxito se comenzó a hablar sobre producir una secuela. De hecho se planeó la producción de una película llamada Brazzaville (por el nombre de la ciudad a la que el capitán Renault recomienda a Rick que huya en la escena final de Casablanca), pero esta nunca se realizó. Después de este intento y desde entonces, ningún estudio volvió jamás a considerar seriamente la filmación de una secuela o de una nueva versión. De hecho, el director francés François Truffaut rechazó la invitación de crear una nueva versión en 1974, citando el estatus de culto que ya tenía la película entre los estudiantes estadounidenses como la razón principal de su negativa.
La novela A medida que el tiempo pasa (As Time Goes By, en inglés, usando el mismo título de la canción principal de Casablanca), escrita por Michael Walsh en 1998, fue autorizada por Warner para usar dicho título. La obra arranca justo donde la película se detiene y hasta cuenta la historia del pasado misterioso de Rick en los Estados Unidos. Sea como fuere, el libro no alcanzó la fama.
Ya antes, David Thomson había redactado una secuela no autorizada en su novela de 1985 Sospechosos (Suspects, en inglés).
Existieron también dos series de televisión que se emitieron durante poco tiempo y que se basaban en Casablanca. Se trataban en realidad de precuelas. La primera fue transmitida por la ABC de 1955 a 1956 e incluía entre su reparto a Charles McGraw como Rick y al mismo Marcel Dalio (quien había interpretado a Emil en la película), pero ahora interpretando al capitán Renault. Esta serie formó parte de los episodios que se transmitieron en el espacio de la programación titulada Warner Bros. Presents, en 10 programas con una hora de duración cada uno.
La otra serie de televisión fue transmitida brevemente por la NBC en solo 5 episodios de una hora de duración en 1983 e incluía entre los protagonistas a David Soul como Rick, Ray Liotta como Sacha y Scatman Crothers en un papel similar al de Sam.
Se han grabado diversas adaptaciones de Casablanca para la radio. Dos de las más difundidas fueron: una, la adaptación de 30 minutos para el programa The Screen Guild Theater del 26 de abril de 1943, protagonizada por Bogart, Bergman y Henreid; la otra fue la versión de una hora para el Lux Radio Theater del 24 de enero de 1944, que tuvo a Alan Ladd como Rick, Hedy Lamarr como Ilsa y a John Loder como Laszlo.
Otras adaptaciones para radio han sido: la versión de Philip Morris Playhouse del 3 de septiembre de 1943 y una versión de igual duración para Theater of Romance del 19 de diciembre de 1944, con Dooley Wilson como Sam.
Julius Epstein intentó dos veces convertirla en un musical para Broadway, en 1951 y 1967, pero finalmente nunca fue puesta en escena. En cambio, la obra original, Todos vienen al café de Rick (Everybody Comes to Rick's, en inglés), sí fue producida en Newport (Estados Unidos) en agosto de 1946 y posteriormente llevada a Londres en abril de 1991. A pesar del esfuerzo, la obra no tuvo éxito.
La película fue coloreada para la televisión en los años ochenta, pero el resultado fue motivo de controversia. Inclusive, dicha versión estuvo a la venta, pero solo por breve tiempo debido a la oposición que alcanzó entre los puristas. El hijo de Bogart, Stephen, señaló que «si ustedes van a colorear Casablanca, ¿por qué no le ponen brazos a la Venus de Milo?»
El Rick's Cafe Americain era un cabaret imaginario, pero, en la actualidad, el Rick's café en Casablanca, Marruecos, existe y está decorado como el de la película.

### Errores
La película tiene varios defectos lógicos, de los cuales el más notorio es acerca de las «cartas de tránsito» que permitirían a los portadores abandonar el territorio de la Francia de Vichy. No queda claro si Ugarte dice que las cartas han sido firmadas por el general del ejército francés de la Francia de Vichy Maxime Weygand o por el general Charles de Gaulle, líder de la Francia Libre. Parte de la confusión se origina por la diferencia entre lo que está escrito y lo que se dice. El audio claramente menciona: «De Gaulle» y los subtítulos en inglés del DVD oficial escriben: «De Gaulle». Pero la versión francesa escribe «Weygand». Weygand había sido el delegado general de Vichy para las colonias norteafricanas hasta un mes antes de la fecha en que se produce la película. En cambio, De Gaulle estaba en ese momento a la cabeza del gobierno de la Francia Libre y era el enemigo del régimen de Vichy (que controlaba Marruecos). De hecho, una corte marcial condenó a De Gaulle el 2 de agosto de 1940 por traición in absentia y lo sentenció a purgar su pena en prisión. Estando así las relaciones entre los dos bandos enemigos, parece ilógico que una carta firmada por De Gaulle produjera algún beneficio. En un caso de auténtico MacGuffin, las cartas de libre tránsito fueron inventadas por Joan Allison para la obra de teatro original y por eso nunca se cuestionó sobre su viabilidad en la vida real. Es más, incluso en la cinta misma, Rick le sugiere a Renault que las cartas no permitirían la salida de Ilsa, dejando solo a Laszlo: «La gente ha sido retenida en Casablanca a pesar de sus derechos legales».
Asimismo, aunque Laszlo asevera que los nazis no pueden arrestarlo debido a que «esto es todavía una Francia no ocupada; cualquier violación a la neutralidad se proyectaría sobre el capitán Renault», Ebert señala que «no tiene sentido que él pueda andar caminando por allí libremente... Hubiera sido detenido en cuanto fuese visto». Ante esto, otros, como Harmetz, sugieren que en realidad a sabiendas Strasser le permite a Laszlo moverse libremente, con la intención de que suelte los nombres de los líderes de la Resistencia en la Europa ocupada a cambio de que a Ilsa se le permita salir para Lisboa.
Entre los errores se cuenta además una versión equivocada de la bandera del Marruecos francés. Renault afirma que estuvo «con ellos [los estadounidenses] cuando “metieron la pata” en Berlín en 1918», pero la capital germana no fue tomada en la Primera Guerra Mundial, como tampoco ninguna tropa alemana uniformada puso un pie en Casablanca durante la Segunda Guerra Mundial.
Son muchos los que afirman que la ciudad descrita era en realidad la internacional y cosmopolita Tánger.
Hubo también errores de continuidad inevitables. Por ejemplo, en la escena en la que Rick deja París a bordo del tren. Allí se aprecia con claridad que su abrigo se empapa por la lluvia abundante; pero en cuanto pone un pie sobre el tren súbitamente aparece seco. La actitud de Curtiz ante estos detalles fue simple: decía «lo hago ir tan rápido que nadie se da cuenta».

### Rumores
Numerosos rumores e historias se han ido tejiendo en torno a la cinta.
Se llegó a afirmar que el entonces actor Ronald Reagan había sido elegido originalmente para interpretar el papel de Rick Blaine. Este rumor nació temprano, durante una de las exhibiciones que el estudio otorgó a la prensa cuando la película estaba aún en desarrollo, pero para ese momento el estudio ya sabía que Reagan estaba comprometido con la Fuerza Aérea de los Estados Unidos y nunca fue tomado en cuenta.
Otro de los rumores famosos sobre la película es aquel que afirma que los actores no supieron hasta el último día de filmación cómo terminaría la historia. De hecho, la obra original (que por cuestiones técnicas se desenvuelve por completo dentro del café) terminaba con Rick enviando a Ilsa y a Víctor hacia el aeropuerto. Durante la adaptación del guion se discutió la opción de hacer morir a Laszlo en Casablanca, lo que hubiera permitido que Rick e Ilsa volaran juntos, pero —como Casey Robinson le escribiera a Hal Wallis previo el inicio de la filmación— el final de la historia «está hecho para que haya un giro oportuno en el momento en que Rick la envíe en el avión con Víctor. Entonces así, haciendo eso, no solo está resolviendo el triángulo amoroso. Está forzando a la chica a estar a la altura del idealismo de su naturaleza, obligándola a cargar con el peso de un trabajo que en estos días es más importante que el amor entre dos personas insignificantes».
Hubiera sido ciertamente imposible presentar una Ilsa que dejara a Laszlo por Rick, pues el Código Hays vigente prohibía exhibir a una mujer dejando a su marido por otro hombre. La disputa como tal no era, pues, sobre si Ilsa se iría con Laszlo, sino sobre cómo esta solución podía ser presentada en el guion. Así que es posible que el rumor se propagase a partir de una afirmación de Ingrid Bergman en la que dijo que ella no sabía de qué hombre tenía que enamorarse. Sin embargo, y puesto que el guion se reescribe a lo largo de todo el rodaje, la revisión de Aljean Harmetz concluye que muchas de las escenas clave habían sido ya filmadas cuando Bergman hizo el comentario, y que ya sabía cómo terminaría la película: por lo tanto, la confusión fue, en todo caso, «emocional» y no «factual».

### Estrenos
- Noviembre de 1942 en Nueva York (Estados Unidos).
- Enero de 1943 en Los Ángeles (Estados Unidos).